# Acacia plagiophylla
Acacia plagiophylla é uma espécie de leguminosa do gênero Acacia, pertencente à família Fabaceae.